# Best Effort Delivery
Usługa Best effort (BES) transmituje dane w sieci o możliwie najwyższej przepustowości ale za to bez gwarancji poziomu usług QoS. Jest to standardowy sposób postępowania z kolejkami pakietów w Internecie. Pakiety są wysyłane w kolejności napływania i są wysyłane tak szybko jak to tylko możliwe.
Podobnie jest w przypadku usługi SMS. Ponieważ są setki tysięcy klientów zarejestrowanych u jednego operatora, wiadomości muszą być wysyłane efektywnie, szybko i z jak najmniejszymi kosztami.